# Snovačka domácí
Snovačka domácí (Steatoda grossa), nebo též snovačka domová, lidově známá jako falešná černá vdova (či jen falešná vdova), je téměř po celém světě rozšířený pavouk z čeledi snovačkovití (Theridiidae), velmi hojný i v České republice. Je to synantropní druh pavouka, téměř vždy ho najdeme v blízkosti lidských staveb a jen ojediněle ve volné přírodě daleko od lidské civilizace. Nejvíce je snovačka domácí spojována s velkými městy, tam je také nejhojnější. V Česku je nejhojnější např. v Praze, Ostravě, Brně a dalších větších městech.[zdroj?]

## Popis

### Samice
Velikost těla samic je 6,5–10,5 mm. Hlavohruď je tmavě až světle hnědá. Zadeček je poměrně velký, kulovitý, zbarvený do černa nebo do tmavě hnědé, někdy jsou na něm zvláštně tvarované bíle skvrny, které ale často chybí, anebo nejsou moc čitelné. Nohy jsou hnědé, až světle hnědé, dlouhé, dvě přední nohy jsou nejdelší. Samičky se mohou dožít až 6 let. Lidově se jí říká falešná vdova proto, že samička velikostí a stavbou těla připomíná její jedovatou příbuznou snovačku jedovatou. Nicméně snovačka jedovatá je na rozdíl od snovačky domácí většinou kompletně černá a na zadečku má výhružný červený ornament.

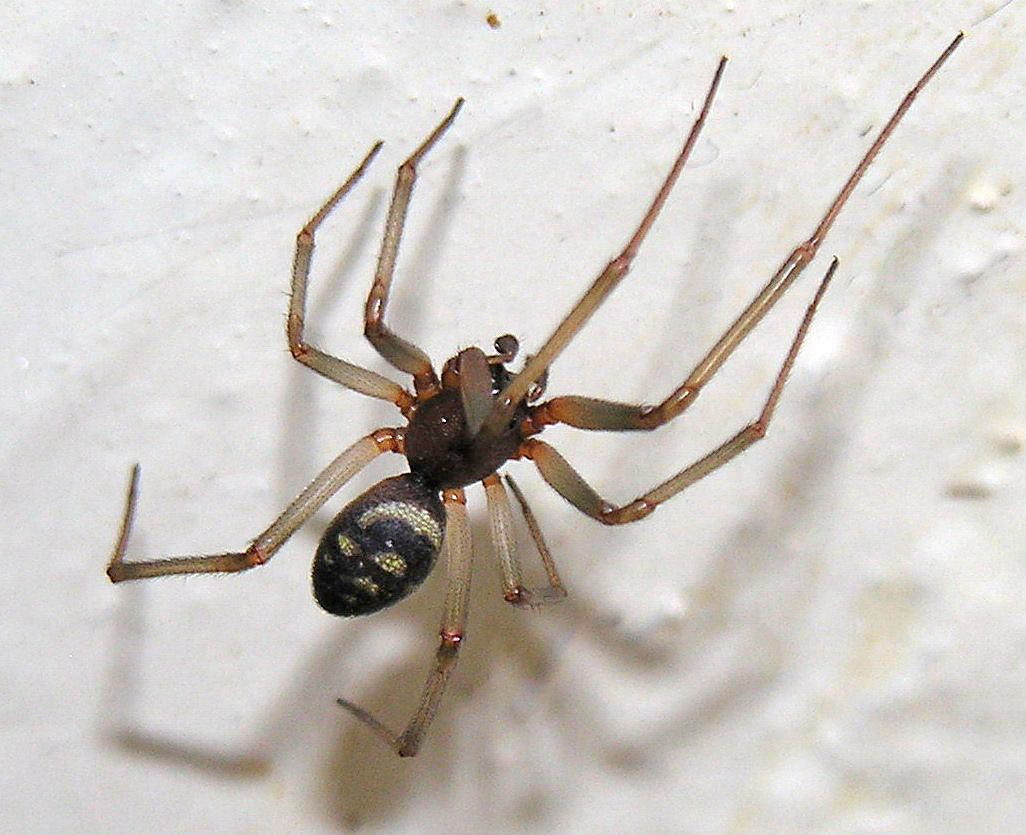
Snovačka domácí - samec

### Samec
Samci jsou o něco menší než samice Jejich velikost těla je 4–6 mm, maximálně 10 mm. Hlavohruď je též tmavě až světle hnědá. Zadeček mají malý, často menší než hlavohruď, je mírně zploštělý a bývají na něm bílé skvrny. Nohy jsou většinou hnědé až světle hnědé, téměř průhledné. Na rozdíl od samiček žijí obvykle 1 rok, maximálně 2 roky.

## Výskyt
Dnes už je snovačka domácí považována za kosmopolitní druh, dříve se však po celém světě nevyskytovala. Původně žila na území Evropy a Asie, do Severní a Střední Ameriky byla dovezena lodní dopravou.[zdroj?] Téměř vždy se vyskytuje u lidských staveb v blízkosti lidí, ať už přímo vevnitř či venku. Nejčastěji právě ve velkých městech, kde se může ve velkých domech vyskytovat na chodbách nebo ve sklepích či různých garážích a kůlnách. Podle všeho je snovačka domácí schopna udělat i malý otvor do zdi, ve kterém se potom ukrývá. Vždy se však snaží žít skrytě. Pokud si udělá domov z místnosti či chodby, po které dennodenně chodí lidé, udělá si útočiště nejčastěji v rozích místnosti za různými předměty, jako třeba skříň, pod stolem, nebo ve vnitřku nějakých dutých předmětů, což může být i vnitřek jíž zmíněné skříně, či v nějaké bedně, trubce nebo v převráceném truhlíku. Pavučiny si tká neuspořádané a řídké.

## Potrava
Živí se téměř jakýmikoli členovci, kteří jsou menší než oni. Nejčastěji to jsou nelétaví členovci, kteří též žijí blízko lidských obydlí, třeba svinka obecná či stínka obecná. Jelikož je snovačka domácí rozšířená po celém světě, složení potravy se může lišit. V Severní a Střední Americe je velmi populární kvůli skutečnosti, že se s velkou oblibou živí její jedovatou příbuznou snovačkou jedovatou.[zdroj?]

## Rozmnožování
Samice po páření vytvářejí z pavučiny hustý kokon, do kterého poté kladou 40 až 100 vajíček. Je schopná za rok vytvořit až tři takové kokony. Při ideální teplotě a vlhkosti vzduchu se mohou mladí z vajíček vylíhnout přibližně do jednoho měsíce. Mladí jsou po vylíhnutí kompletně bílí a v postupném vývoji začnou dostávat rysy dospělé snovačky. Samci většinou po páření umírají, proto je jejich průměrná délka života kratší, než u samiček.

## Jed
Snovačka domácí je jedovatá jako spousta jiných pavouků. Na rozdíl od „skutečné“ černé vdovy je její jed mnohem slabší. Příznaky po kousnutí jsou sice podobné, ale méně závažné. V postižené oblasti se může objevit bolestivý otok (puchýř), který doprovází svalové křeče (středně těžká až silná bolest zpravidla na hrudi) a příležitostně bolest hlavy, nevolnost a letargie. Veškeré symptomy mohou odeznít již po jedné hodině, ale také až za 2,5 dne. Zvýšenou pozornost je třeba věnovat u dětí, nebo u starších či chronicky nemocných osob. Pozor i na možnou alergickou reakci. Pokud příznaky přetrvávají déle než několik dní, měl by člověk vyhledat lékařskou pomoc.
O něco nebezpečnějším jedem, potenciálně smrtelným, je vybavena příbuzná snovačka ostrovní (Steatoda nobilis), na kterou lze narazit kupříkladu ve Velké Británii.